# Bunium bulbocastanum
La bulbocastaña, bunio, castaña de tierra o nabo castañero (Bunium bulbocastanum) es una especie de planta herbácea perteneciente a la familia de las apiáceas.

## Taxonomía
Bunium bulbocastanum fue descrita por Carlos Linneo y publicada en Species Plantarum 1: 243, en 1753.

#### Etimología
Ver: Bunium
bulbocastanum: epíteto compuesto del vocablo latín bulbus, que a su vez se origina del griego antiguo βολβός (bolbós); "bulbo", y del también vocablo griego κάστανον (kástanon); "castaño", aludiendo al bulbo similar al de una castaña de la especie.

#### Variedades
Comprende 2 variedades aceptadas:
- Bunium bulbocastanum var. bulbocastanum
- Bunium bulbocastanum var. nanum St.-Lag., 1889

## Nombres comunes
- Español: bulbocastaña, bulbo-castaña, bulbocastaño, bulbo-castaño, bunio, castaña de tierra, castañuela, macocla, macuca, mariconcola, matacucas, nabo castañero, nabo salvaje, nucecilla.[5]Inflorescencia

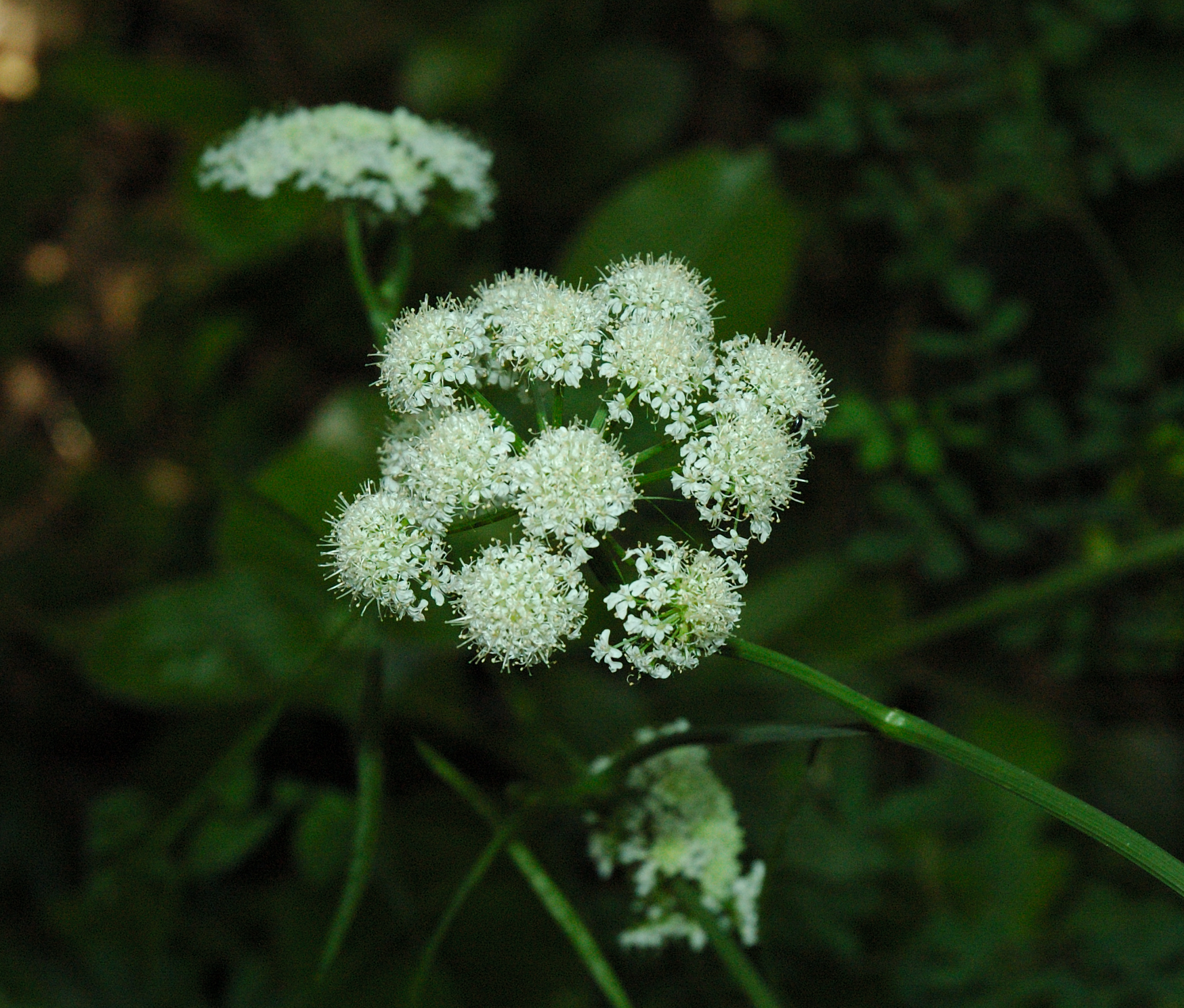
Inflorescencia